# Calatorao
Calatorao è un comune spagnolo di 3 054 abitanti situato nella comunità autonoma dell'Aragona.
Di origine musulmana. Dopo la cacciata dei moriscos (1610) il paese restò semideserto durante vari decenni, e solo sul finire del XVII secolo venne ripopolato da cristiani. La sua chiesa parrocchiale di San Bartolomé (San Bartolomeo), edificata nella prima metà dell'Ottocento, custodisce una statua di legno intagliato con la figura di Cristo attribuita a Gabriel Joly (XVI secolo).

## Amministrazione

### Gemellaggi
- SERAVEZZA - VERSILIA - Provincia di Lucca - Toscana - ITALIA